# Мирон, Гастон
Гастон Мирон (фр. Gaston Miron [ɡastɔ̃ miˈʁɔ̃]; 8 января 1928, Сент-Агат-де-Мон — 14 декабря 1996, Монреаль, Канада) — выдающийся франкоканадский поэт, публицист и издатель, один из самых ярких деятелей культуры эпохи квебекской Тихой революции, национальный поэт Квебека. Его поэтический сборник L’homme rapaillé стал бестселлером в Квебеке и в Европе, таким образом обеспечив Мирону место среди самых читаемых квебекских авторов. Глубокая приверженность идеям свободного и независимого Квебека, в сочетании с личной популярностью сделала Мирона одной из центральных фигур движения за независимость Квебека.

## Детство и юность
Гастон Мирон родился в 1928 году в местечке Сент-Агат-де-Мон в регионе Лаврентиды, в 100 километрах от Монреаля, в франкофонной семье. Гастон был старшим из пятерых детей.
Будучи ребёнком, Гастон пережил настоящий шок, когда его дедушка признался ему, что неграмотен. На примере своей семьи мальчик наблюдал явление, которое он позже назовет «колониальным билингвизмом», когда франкофоны Квебека считали английский язык более престижным, несмотря на то, что французский был языком этнического большинства. Причиной тому были чисто экономические обстоятельства: английский язык был необходим местным жителям, так как на лето Сент-Агат превращалась в место отдыха богатых англофонов, которые составляли главную клиентуру для местных предпринимателей и ремесленников — таких, как отец Гастона, плотник. Идея глубоко проникшей в сознание среднего квебекца рабской зависимости от англофонного меньшинства станет одной из основных тем творчества Мирона.
Когда Гастону исполняется 12 лет, его отец умирает, и тяжелые материальные обстоятельства заставляют семью отправить мальчика получать образование в духовную семинарию Братства Святейшего Сердца Иисуса в Гранби, с тем, чтобы впоследствии он стал священником. В семинарии Гастон увлекается поэзией Октава Кремази, Памфиля Ле Мэ, Нере Бушмана и утверждается в решении оставить духовную стезю. В это время его мать повторно выходит замуж и семья переезжает в Сен-Жером. Туда же приезжает Мирон, закончив обучение. Некоторое время он работает простым рабочим, а затем, в 1947 году, в возрасте 19 лет, переезжает в Монреаль. Днем он выполняет различную низкооплачиваемую работу, а по вечерам изучает социологию в Монреальском университете. Там он сближается с Оливье Маршаном, который знакомит его с современной французской поэзией: (Поль Элюар, Робер Деснос, Луи Арагон). Тот же Маршан вовлекает Мирона в деятельность «Ордена досуга» (Ordre de Bon Temps) — квебекского отделения всемирной организации Католической студенческой молодежи и «заражает» его идеей защиты франкоканадского фольклора.

## Издатель
В 1953 Гастон Мирон становится одним из шести основателей издательства «Экзагон» (L’Hexagone, «Шестигранник») — первого в Квебеке издательства, целиком посвященного изданию квебекской поэзии. Первой книгой, выпущенной новым издательством, стал совместный сборник поэзии Гастона Мирона и Оливье Маршана «Две крови» (Deux sangs). Остальные участники издательства — друзья Мирона по «Ордену Досуга»: поэт Оливье Маршан, его жена Матильда Ганзини, художник-оформитель Жан-Клод Ренфрэ и будущие кинематографисты Луи Портюге и Жиль Карль. До возникновения издательства квебекские поэты почти не имели возможности издавать свои произведения или вынуждены были издавать их за свой счет (это могли себе позволить только выходцы из буржуазной среды). Мирон станет главным редактором «Экзагона», чья издательская политика ставила своей целью создать «национальную литературу» и положить конец «изоляции поэта» в обществе той эпохи. Публикации нового издательства, которое привлекло к сотрудничеству молодых поэтов-новаторов, таких как Жан-Ги Пилон и Фернан Уалетт, знаменовали появление поэзии современной и оригинальной, продолжающей традиции Алена Гранбуа, Поля-Мари Ляпуана и Ролана Жигера, которые впоследствии также присоединились к новому издательству.
В 1959 году «Экзагон» участвует в публикации журналов Parti pris и Liberté под руководством Жан-Ги Пилона, заменившего Мирона на посту директора «Экзагона», когда тот на два года (1959—1961) уехал во Францию изучать издательское дело в École Estienne, получив стипендию Советa искусств Канады. В период с 1961 по 1971 год Экзагон выпускает по 2-4 книги в год.
Гастон Мирон, называвший сам себя «коммивояжёром поэзии», занимался не только изданием, но и распространением книг. Он был также связан с издательствами Beauchemin, Leméac и с Messageries littéraires. Будучи членом совета правления Ассоциации канадских издателей, он представляет квебекское книгоиздание на Франкфуртской книжной ярмарке в 1963 и 1968 годах.
В 1970—1980-е годы «Экзагон» переживает расцвет и становится коммерческой компанией, совладельцами которой являются Гастон Мирон, Ален Орик и Луи Портюгэ. Став коммерческим предприятием, издательство расширяет сферу своей деятельности и, помимо поэзии, публикует романы и эссе, а также в 1985 году запускает карманную серию «Типо» (Typo). Мирон руководит «Экзагоном» первые тридцать лет существования издательства, вплоть до 1983 года..

## Поэт и гражданин
В 1950-е годы Гастон Мирон публикует свои стихи в различных периодических изданиях, таких как Le Devoir, Liberté et Parti pris. Первой книжной публикацией поэта стал его совместный с Оливье Маршаном сборник поэзии Deux sangs («Две крови», 1953). В течение последующих двух десятков лет Мирон публикует свои стихи лишь в периодике.
В 1962 году в журнале Le nouveau journal Мирон публикует цикл из семи стихотворений La marche à l’amour («Путь к любви»). Одно из стихотворений цикла, с тем же названием («La marche à l’amour»), будет признано одним из самых знаменитых и красивых поэтических произведений франкоамериканской литературы.
В 1963 году Мирон публикует в журнале Liberté поэтический цикл La vie agonique.
Однако, для Мирона, по его собственному признанию, поэзия всегда была неотделима от политической деятельности. Уже с конца 1940-х годов Мирон становится духовным лидером в художественных и политических кружках, собиравшихся в различных монреальских кафе. Взлёту популярности способствовали его яркий, харизматичный стиль и прирожденный дар оратора. Вскоре появились и его публицистические тексты, в которых он уделял особое внимание проблеме статуса французского языка и политической ситуации в Квебеке. Несмотря на то, что эти тексты в то время не были опубликованы, они тем не менее распространялись, благодаря участию Мирона в проведении интеллектуальных вечеринок в Монреале и сыграли свою роль в подготовке почвы для Тихой революции. Гражданский пафос стихов Мирона также был направлен на пробуждение национального сознания у соотечественников. Работа Мирона, почти подпольная (долгие годы его первая книга оставалась единственной), была освещена в докладе Жака Бро на конференции в Монреале в 1966 году. Доклад начинался с риторического вопроса : «Кто из нас не знает Гастона Мирона?» ("
Qui parmi nous ne connaît pas Gaston Miron?) В конце 1960-х Мирон выступает на вечерах поэзии перед огромными аудиториями, и за ним закрепляется роль поэтического лидера Квебека. В эти же годы поэт активно поддерживает различные политические организации и движения, ставившие своей целью независимость Квебека и укрепление роли французского языка. В 1972 году он даже участвовал в федеральных выборах на местном уровне в качестве кандидата от партии «Носорог», чтобы создать противовес кандидатуре премьер-министра Трюдо.
В разгаре событий Октябрьского кризиса 1970-го года, Мирон, как деятель культурного и политического возрождения Квебека 1950-х и 1960-х годов, был арестован и провел в заключении 13 дней без предъявления обвинений и проведения следствия, в числе 400 квебекских художников, поэтов, активистов и националистов. Эти действия явились следствием введения правительством Трюдо в действие Закона о чрезвычайном положении. Арест утвердил Мирона в необходимости участвовать в политике и бороться за политическую свободу Квебека.
Продолжая заниматься поэзией все эти годы, Мирон, тем не менее, испытывал неудовлетворенность результатами своего поэтического творчества и в течение двадцати лет публиковал лишь отдельные стихотворения и поэтические циклы в различных периодических изданиях. Только в начале 1970-х Мирон поддался на уговоры друзей собрать эти произведения и вместе с несколькими прозаическими текстами опубликовать в сборнике L’homme rapaillé («Человек, собранный воедино», 1970). В сборник, в частности, вошли циклы La marche à l’amour, La vie agonique и др. Сборник, в котором яркая любовная лирика чередуется с размышлениями о трагической ситуации квебекских франкофонов, сразу же завоевал признание читателей, а вслед за ними — и критиков. Поэтический стиль сборника сочетал разговорные квебекизмы с высоким языком французской поэзии. После первой публикации цикла в 1970 году в Издательстве Монреальского университета, Мирон перерабатывал его на протяжении жизни: в течение последующих 25 лет вышло 7 обновленных изданий сборника. В 1975 году Мирон публикует сборник Courtepointes («Лоскутные одеяла»), который впоследствии также войдёт в состав L’homme rapaillé.
L’homme rapaillé станет главным произведением Мирона и будет увенчан Призом Аполлинера. Цикл будет также переведен на иностранные языки, в том числе итальянский, английский, португальский, украинский, польский, венгерский, румынский и испанский.
Мирона иногда называют «устным поэтом», так как его поэтический стиль включает в себя речь квебекских улиц и в то же время отличается большой музыкальностью (несомненно в связи с тем, что в основном стихи были предназначены для исполнения перед «живой» аудиторией). Его произведения, пронизанные любовью к ближнему и к родной стране написаны богатым языком, вобравшим в себя ритмы, мелодии и слова квебекского французского.
В декабре 1996 года Мирон умирает, и его (первым из квебекских писателей) хоронят с государственными почестями
И сегодня Гастон Мирон считается одним из величайших современных поэтов Квебека, не имеющим себе равных по силе и глубине влияния на формирование национального сознания в Квебеке в период борьбы с засильем англофонной культуры во второй половине 20-го века.

## Литературное наследие

### Поэзия
- Deux sangs : recueil de poésies / Olivier Marchand, Gaston Miron ; illustrations de Mathilde Ganzini, Jean-Claude Rinfret et Gilles Carle. — Montréal: Les Éditions de l'Hexagone, 1953.

- Miron, Gaston, 1928-1996. L'homme rapaillé. — Montréal: Presses de l'Université de Montréal, 1970. — (Etudes françaises). — ISBN 9780840501479.

- Miron, Gaston, 1928-1996. Courtepointes. — Ottawa: Éditions de l'Université d'Ottawa, 1975. — (Textes - Département des lettres françaises, Université d'Ottawa). — ISBN 9780776641812.

- Miron, Gaston, 1928-1996. Poèmes épars / ǂc Gaston Miron ; édition préparée par Marie-Andrée Beaudet et Pierre Nepveu. — Montréal: L'Hexagone, 2003. — (Collection L'appel des mots.). — ISBN 9782890066946.

### Публицистика (выступления, интервью, предисловия, послесловия)
- Miron, Gaston, 1928-1996. Un long chemin : proses, 1953-1996 / édition préparée par Marie-Andrée Beaudet et Pierre Nepveu. — Montréal: L'Hexagone, 2004. — ISBN 9782890066953.

- Miron, Gaston, 1928-1996. Les signes de l'identité. — Montréal: Éditions du Silence, 1983. — ISBN 9782920180079.

- Miron, Gaston, 1928-1996. L'avenir dégagé : entretiens, 1959-1993 / édition préparée par Marie-Andrée Beaudet et Pierre Nepveu. — Montréal: L'Hexagone, 2010. — ISBN 9782890067837.

- Bougie, Louis-Pierre. Forger l'effroi / ǂc gravures de Louis-Pierre Bougie ; incitations de Michaël La Chance ; liminaire de Gaston Miron. — Montréal: La Griffe d'acier, 1987. — 51 экз.

- La Chance, Michaël, 1952-. Le Prince sans rire / ǂc de Michaël La Chance ; 12 planches en taille-douce et à l'eau-forte, Louis-Pierre Bougie ; [et un après-dire de Gaston Miron]. — Montréal: Editions Lui-même, 1983. — 38 экз.

### Антологии
- Écrivains contemporains du Québec, depuis 1950 / [sous la direction de Lise Gauvin, Gaston Miron]. — Paris: Seghers, 1989. — ISBN 2232100189.

- Les Grands textes indépendantistes : écrits, discours et manifestes québécois, 1774-1992 / [compilé par] Andrée Ferretti, Gaston Miron. — Montréal: L'Hexagone, 1992. — ISBN 9782890064539.

### Письма
- À bout portant (correspondance 1954-1965), correspondance de Gaston MIRON avec Claude Haeffely. — Montréal: Éditions Lemeac, 1989.

## Фильмография
- 1971 — Гастон Мирон (Режиссёр Roger Frappier)
- 1983 — Profession écrivain : Gaston Miron, le haut-parleur (Режиссёр Claude Godbout)
- 1994 — Gaston Miron (les outils du poète) (Режиссёр André Gladu)

## Награды
- 1970 — Лауреат литературного приза «Квебек-Париж»[20]
- 1970 — Приз журнала «Этюд франсэ»
- 1971 — Литературный Гран-при Монреаля за книгу L’Homme rapaillé
- 1972 — Литературный приз «Канада» французской общины Бельгии
- 1978 — Приз Люже Дювернэ
- 1981 — Приз Гийома Аполлинера за книгу L’homme rapaillé
- 1983 — Приз Анатаза Дави[21]
- 1985 — Приз Мольсон
- 1988 — Приз Флёри Мепле
- 1991 — Медаль Академии литературы Квебека
- 1991 — Орден франкофонов Америки
- 1993 — Приз «Золотая печать», в категории «Распространение творчества за рубежом»
- 1993 — Командор Ордена Искусств и литературы
- 1995 — Почетный доктор Монреальского университета
- 1996 — Офицер Национального ордена Квебека
- 2011 — Музыкальная премия «Феликс» в категории «Автор или композитор года» за альбом Douze hommes rapaillés : volume 2